# Lluís Clapés Flaqué
Lluís Clapés i Flaqué (Sabadell, 24 d'octubre de 1945; Sabadell, 31 de juliol de 2018) fou un ceramista català.
Va iniciar els estudis a l'Escola d'Arts i Oficis de Sabadell i els va prosseguir a Faenza (Itàlia) i a Sunderland (Anglaterra). Era deixeble del ceramista Josep Raja Brull. El 1968 va visitar París, on va conèixer l'obra de Brancusi que l'inspirà profundament amb la seva concepció de la columna de l'infinit. Un any més tard, el 1969, va fer la primera exposició individual a l'Acadèmia de Belles Arts de Sabadell i en la seva biennal del mateix any va obtenir el primer premi d'Arts Aplicades. El 1977 va rebre el primer premi Ciutat de Manises i va ser convidat al I Simposium Internacional de Ceràmica de La Borne (França). El 1978 va exposar per primera vegada a Madrid.
L'any 2012 va ser un dels autors, junt amb els pintors sabadellencs Alfons Borrell, Fina Miralles, Xavier Oriach i Agustí Puig, d'un plat d'art per al Memorial Àlex Seglers.
Es pot trobar obra de Clapés al Museu d'Art de Sabadell, Museu Nacional de Ceràmica de Manises (País Valencià), Museu de Ceràmica d'Argentona (Maresme), Museu de Matagalpa (Nicaragua), Museu d'Art de Castelli (Itàlia), Fundació d'Art Contemporani de Carlsburg (Dinamarca), Museu de Ceràmica de La Borne (França) i a Thermalia. Museu de Caldes de Montbui.

## Exposicions individuals (selecció)[2]
- 2016 Museu d'Art de Cerdanyola del Vallès[7]
- 2014 Àmbit Galeria d'Art[8]